# Рождество Богородично (Елена)
„Рождество Богородично“ е възрожденски православен храм в град Елена, България, част от Великотърновската епархия на Българската патриаршия.

## История
Църквата е изградена в 1812 година под ръководството на хаджи Йордан Брадата. Парцелът е дар от братята хаджи Панайот Разсуканов, хаджи Юрдан Брадата и хаджи Димитър Разсуканов. Тъй като няма ферман, разрешаващ строежа, в църквата са поставени ясли и вързани коне, за да прилича на конюшня. Край храма са изградени и килии и служи като девически манастир.
Тази първоначална църква изгаря и на 20 юли 1859 година започва строителство на нова църква, която е завършена в 1865 година. Строител е тревненският майстор Кольо Петков. В 1866 година в две стаи към храма е открито девическо училище, което работи до 1894 година.
На 22 ноември 1877 година, по време на Руско-турската война, при опожаряването на града изгаря иконостасът. Новият иконостас на храма е дело на дебърски майстори от рода Филипови. Изработен е около 1898 година.